# Master of the Rings
Master of the Rings é o sexto álbum lançado em 1994 pela banda alemã de power metal Helloween. O álbum marca a estreia de Andi Deris como vocalista e Uli Kusch como baterista, substituindo Michael Kiske e Ingo Schwichtenberg, respectivamente. O primeiro baterista procurado foi Richie Abdel-Nabi, mas este foi trocado por Uli, ex-Gamma Ray, que só se juntou à banda depois que o álbum já estava escrito.
Ao comentar a gravação do álbum, o baixista Markus Grosskopf disse:
| “ | Foi muito rápido porque havia algumas canções que o Weiki [Michael Weikath, guitarrista] fez e o Roland [Grapow, segundo guitarrista] tinha algumas coisas e então combinado com as coisas que o Andi trouxe à banda, sabe, foi muito funcional e incrível porque tudo foi tão rápido. Nós tínhamos uns três meses para ensaiar e então o estúdio estava agendado e... Foi uma sessão muito rápida e eu meio que gostei daquilo. Houve também uma mudança de baterista porque nós pegamos o Uli Kusch mas nós ainda fizemos tudo naqueles três meses. | ” |

Em 2006 este álbum foi relançado com um CD bônus. Vendeu mais de 120 mil cópias no Japão.

## Faixas
1. "Irritation" (Weikath) - 1:14
2. "Sole Survivor" (Weikath/Deris) - 4:33
3. "Where The Rain Grows" (Weikath/Deris) - 4:46
4. "Why?" (Deris) - 4:11
5. "Mr. Ego (Take Me Down)" (Grapow) - 7:02
6. "Perfect Gentleman" (Deris/Weikath) - 3:53
7. "The Game Is On" (Weikath) - 4:40
8. "Secret Alibi" (Weikath) - 5:49
9. "Take Me Home" (Grapow) - 4:25
10. "The Middle Of A Heartbeat" (Deris/Weikath) - 4:30
11. "Still We Go" (Grapow) - 5:09

### Disco Bônus
1. "Can't Fight Your Desire" – 3:45
2. "Star Invasion" – 4:47
3. "Cold Sweat" (Cover de Thin Lizzy) – 3:46
4. "Silicon Dreams" – 4:10
5. "Grapowski's Malmsuite 1001 (In D-Doll)" – 6:33
6. "I Stole Your Love" (Cover de Kiss) – 3:23
7. "Closer to Home" (Cover de Grand Funk Railroad) – 8:13

## Formação
- Andi Deris - Vocais
- Roland Grapow - Guitarra
- Markus Grosskopf - Baixo
- Uli Kusch - Bateria
- Michael Weikath - Guitarra

## Paradas
| Parada (1994)         | Melhor colocação |
| --------------------- | ---------------- |
| Swiss Albums Chart    | 22               |
| German Albums Chart   | 23               |
| Swedish Albums Chart  | 26               |
| Austrian Albums Chart | 34               |